# Jack Johnson En Concert

En Concert de Jack Johnson es una película en DVD y un CD. Dirigido por su propio mánager, Emmett Malloy, durante la gira de verano por Europa en 2008.
En el CD se incluyen canciones grabadas durante los conciertos de Johnson en Estados Unidos y Europa.
Como invitados Ben Harper, G. Love, Neil Halstead, Matt Costa y Mason Jennings.
Con una versión de "Constellations" interpretada junto a Eddie Vedder (Pearl Jam) en el Bonnaroo Festival.